# Marek Szpera
Marek Szpera (ur. 9 września 1987 w Ostrowie Wielkopolskim) – polski piłkarz ręczny, prawy rozgrywający, od 2018 zawodnik MKS-u Kalisz.

## Kariera klubowa
Piłkę ręczną zaczął trenować w czwartej klasie szkoły podstawowej. Do 2009 był graczem Ostrovii Ostrów Wielkopolski.
W latach 2009–2015 grał w Stali Mielec. W sezonie 2010/2011, w którym rozegrał 32 mecze i zdobył 145 goli, zajął 7. miejsce w klasyfikacji najlepszych strzelców Superligi. W sezonie 2011/2012, w którym wystąpił w 30 spotkaniach i rzucił 115 bramek, wywalczył z mielecką drużyną brązowy medal mistrzostw Polski. Będąc graczem Stali Mielec, występował też w europejskich pucharach – w sezonie 2011/2012 zdobył cztery gole w Challenge Cup, natomiast w sezonie 2012/2013 rzucił 13 bramek w czterech meczach Pucharu EHF.
W latach 2015–2017 był zawodnikiem MMTS-u Kwidzyn. W sezonie 2016/2017, w którym rozegrał 32 mecze i zdobył 103 gole, został nominowany do nagrody dla najlepszego bocznego rozgrywającego Superligi. W pierwszej części sezonu 2017/2018 wystąpił w 10 meczach, w których rzucił 28 bramek.
W styczniu 2018 przeszedł do MKS-u Kalisz, z którym podpisał dwuipółletni kontrakt. W drugiej części sezonu 2017/2018 rozegrał 16 spotkań i zdobył 67 goli, a w maju 2018 został nominowany do nagrody dla najlepszego bocznego rozgrywającego Superligi. W sezonie 2018/2019, w którym rozegrał 32 mecze i rzucił 144 bramki, był najlepszym strzelcem swojego zespołu w lidze, a ponadto otrzymał nominację do nagrody dla najlepszego bocznego rozgrywającego Superligi.

## Kariera reprezentacyjna
W reprezentacji Polski zadebiutował 4 stycznia 2013 w meczu z Węgrami (27:27), zaś pierwszą bramkę zdobył dwa dni później w wygranym spotkaniu z Czechami (25:24). W styczniu 2013 uczestniczył w mistrzostwach świata w Hiszpanii (9. miejsce), podczas których wystąpił w dwóch meczach.
Do gry w reprezentacji powrócił w 2017, kiedy jej trenerem został Piotr Przybecki. W eliminacjach do mistrzostw Europy 2018 rozegrał dwa mecze. W kwalifikacjach do mistrzostw Europy 2020 wystąpił w czterech spotkaniach, w których rzucił cztery bramki.

## Osiągnięcia
Stal Mielec
- 3. miejsce w Superlidze: 2011/2012